# Polánecký mokřad
Polánecký mokřad je přírodní rezervace ev. č. 2085 jižně od obce Polánka v  okrese Plzeň-jih. Oblast spravuje Agentura ochrany přírody a krajiny ČR.
Důvodem ochrany jsou zrašeliněné a mokřadní louky s  výskytem zvláště chráněných a vzácných druhů rostlin.